# Igen nap
Az Igen nap (eredeti cím: Yes Day) 2021-ben bemutatott amerikai filmvígjáték, amelyet Miguel Arteta rendezett Justin Malen történetéből és forgatókönyvéből, Amy Krouse Rosenthal és Tom Lichtenheld azonos című gyermekkönyve alapján. A főszerepben Jennifer Garner, Édgar Ramírez és Jenna Ortega látható.
A film 2021. március 12-én jelent meg a Netflixen. Általánosságban vegyes kritikákat kapott az értékelőktől.

## Cselekmény
Allison (Jennifer Garner) és Carlos Torres (Edgar Ramírez) úgy érzik, hogy mindig "nemet" kell mondaniuk gyerekeiknek, ezért úgy döntenek, hogy a három gyermekük számára "Igen-napot" tartanak, amely során a gyerekeknek 24 órájuk van arra, hogy ők hozzák meg a szabályokat.
A következő reggel könnyen indul, de a nap előrehaladtával egyre nehezebbnek találják, hogy lépést tartsanak a gyerekeikkel. Allison és Carlos, akik szeretnének tényleges változást is elérni a gyerekeik életében, úgy döntenek, hogy mindent beleadnak, ami egy csupa csínytevéssel teli naphoz vezet.

## Szereplők
| Szerep              | Színész           | Magyar hang          |
| ------------------- | ----------------- | -------------------- |
| Allison Torres      | Jennifer Garner   | Kisfalvi Krisztina   |
| Carlos Torres       | Édgar Ramírez     | Schmied Zoltán       |
| Katie Torres        | Jenna Ortega      | Vida Sára            |
| Evan 'Nando' Torres | Julian Lerner     | Gáll Dávid           |
| Ellie Torres        | Everly Carganilla | Hegedűs Johanna      |
| Önmaga              | H.E.R.            | Lamboni Anna         |
| Mr. Deacon          | Nat Faxon         | Csík Csaba Krisztián |
| Layla               | Megan Stott       | Károlyi Lili         |
| Mr. Chan            | Leonardo Nam      | Juhász Zoltán        |
| Mr. Hwang           | James Kyson-Lee   | Kis Horváth Zoltán   |
| Jean                | Fortune Feimster  | Tóth Szilvia         |

## Filmkészítés
2018 szeptemberében bejelentették, hogy Jennifer Garner csatlakozott a film szereplőgárdájához, a filmet pedig Miguel Arteta rendezi Justin Malen forgatókönyve alapján, a forgalmazója a Netflix. 2019 októberében Jenna Ortega, Édgar Ramírez és Julian Lerner csatlakozott a stábhoz. 2020 áprilisában Megan Stott bejelentette, hogy csatlakozott a szereplők köreihez.
A film forgatása 2019 novemberében kezdődött Los Angelesben.

## Bemutató
A film 2021. március 12-én jelent meg digitálisan a Netflixen. Egy héttel később a vállalat arról számolt be, hogy a filmet 53 millió otthoni néző látta.  2021. április 20-ig a nézettség 62 millió főre nőtt.

## Fordítás
- Ez a szócikk részben vagy egészben  a   Yes Day című angol Wikipédia-szócikk fordításán alapul.  Az eredeti cikk szerkesztőit annak laptörténete sorolja fel. Ez a jelzés csupán a megfogalmazás eredetét és a szerzői jogokat jelzi, nem szolgál a cikkben szereplő információk forrásmegjelöléseként.